# Vrba (Gacko, BiH)
Vrba je naseljeno mjesto u općini Gacko, Republika Srpska, BiH.

## Stanovništvo

### 1991.
Nacionalni sastav stanovništva 1991. godine, bio je sljedeći:
ukupno: 83
- Srbi - 83 (100%)

### 2013.
Nacionalni sastav stanovništva 2013. godine, bio je sljedeći:
ukupno: 28
- Srbi - 28 (100%)